# Instituto de Ensino Superior Juvêncio Terra
A Associação Juvêncio Terra Pró-Ensino Superior, hoje Instituto de Ensino Superior Juvêncio Terra, é uma entidade civil, fundada em 24 de julho de 1991, com sede e foro na cidade de Vitória da Conquista, Bahia, composta por sete sócias fundadoras.
O Instituto respalda-se e vincula-se estreitamente com o Educandário Juvêncio Terra Ltda., entidades que pertencem, basicamente, às mesmas pessoas, apesar de funcionarem como empresas independentes, e mantém respectivamente, o Ensino Superior e a Educação Básica.
O ensino superior é oferecido pelo Instituto de Ensino Superior Juvêncio Terra, - credenciado pela Portaria Ministerial nº. 898/99, publicada no Diário Oficial da União de 23 de junho de 1999, que oferece os seguintes cursos:
- Graduação: 
  - Bacharelado em Administração Geral; e
  - Bacharelado em Secretariado Executivo Trilíngüe;
- Pós-Graduação, lato sensu:
  - Controladoria
  - Auditoria Fisco-contábil
  - Marketing
  - Direito do Estado
  - Responsabilidade Fiscal e Gestão
  - Desenvolvimento de Seres Humanos, em parceria com a Fundação Visconde de Cairu

Oferece ainda, em parceria com a PUC de Minas Gerais, o Curso de Psicologia da Educação, ênfase em psicopedagogia preventiva.